# 荻野泰正
荻野 泰正（おぎの やすまさ、1928年8月30日 - ）は、日本の電気工学者。工学博士。大阪工業大学工学部電気工学科元教授・電気クラブ初代会長。元電気工学教室担当。電気学会関西支部元評議員・会計幹事。第3回日本ロボット学会学術講演会1985実行委員。
専門は、電気回路・電気工学、電力工学（インバータ/コンバータ）・パワーエレクトロニクス（特に誘導電動機 /リニアモータ）、ロボット・メカトロニクス。

## 略歴
1952年大阪工業大学工学部電気工学科卒業（第1期生）。1957年大阪大学大学院工学研究科修士課程修了、工学修士（大阪大学）。1959年大阪工業大学工学部電気工学科に着任、電気工学教室を担当。その後、講師、助教授を経て、同学科教授、工学博士。
大阪工業大学工学部電気工学科にて30年以上の長きに渡り教鞭を執り、同学科初期の電力工学/パワーエレクトロニクスおよびメカトロニクス（のちのロボット工学）の研究推進・育成に貢献した。また、電気クラブ初代会長・顧問も務めた。
主な所属学会は、電気学会、IEEE、パワーエレクトロニクス学会、日本ロボット学会、日本機械学会、計測自動制御学会など。

## 主な研究
- インバータ・コンバータ用三相正弦波発生器[8]
- コンパレータ出力のパルス信号消失防止のための方形波制限について
- 最適台形波信号を用いた誘導電動機駆動用三相電圧形PWMインバータの出力特性評価 - 神戸大学との共同研究[9][10]
- 転流回数の少ない電動機制御用MOSFET形インバータ[11]
- ベクトル制御方式を用いてインバータ付リニア誘導モータの超々低速度制御実績[12]
- モデル追従加速度制御系によるセンサレス力制御[13]
- ファジィフィルタを用いた加速度コントローラの構成法
- 操作性の良いファクシミリ装置 - 三菱電機への特許[14]